# 319. Infanterie-Division (Wehrmacht)
La 319. Infanterie-Division fu una divisione dell'esercito tedesco attiva durante la seconda guerra mondiale che venne creata nel 1940 e fu schierata lungo il fronte occidentale dove fu catturata nel 1945.

## Storia

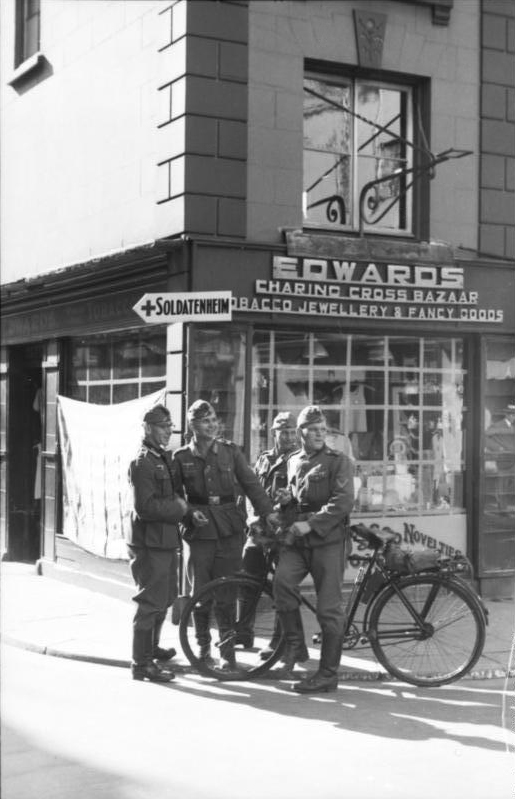
Truppe tedesche a King street, Saint Helier, Jersey nell'agosto 1941.

La divisione fu costituita il 15 novembre 1940, nell'area di Gera, composta da un terzo delle 87. Infanterie-Division, della 169. Infanterie-Division e della 299. Infanterie-Division. Dopo la sua formazione, la divisione si trasferì in Francia e occupò le Isole del canale della Manica: Jersey, Guernsey e Sark. Dopo il ritiro dell'83. Infanterie-Division, prese il controllo dell'isola di Alderney. La divisione rimase nelle Isole del Canale fino alla fine della guerra, quando fu fatta prigioniera dalle truppe britanniche.

## Ordine di battaglia
- Infanterie-Regiment 582
- Infanterie-Regiment 583
- Infanterie-Regiment 584
- Artillerie-Regiment 319
- Pionier-Bataillon 319
- Panzerjäger-Abteilung 319
- Divisions-Nachrichten-Abteilung 319
- Divisions-Nachschubführer 319[1]

## Decorazioni
Il comandante della divisione Rudolf Graf von Schmettow fu premiato con la Croce tedesca in argento.

## Comandanti
- Generalleutnant Erich Müller (19 novembre 1940 - 1º settembre 1943)
- Generalleutnant Rudolf Graf von Schmettow (1º settembre 1943 - 27 febbraio 1945)
- Generalmajor Rudolf Wulf (27 febbraio 1945 - 8 maggio 1945)[1]